# クウェート航空221便ハイジャック事件
クウェート航空221便ハイジャック事件とは、中東で発生したハイジャック事件である。

## 事件発生
1984年12月4日、クウェート航空221便（エアバス型ジェット旅客機、乗客150人、乗員11人、乗客の多くはクウェートで働きパキスタンに帰国する出稼ぎ労働者）はクウェートを出発し、アラブ首長国連邦のドバイを経てパキスタンのカラチに向かう予定であった。
午前3時過ぎ、221便がドバイを離陸してしばらく後、ファーストクラスの客室で銃声と悲鳴が聞こえた。英語とアラビア語を話すパレスチナ人を名乗る4人の男が同機をハイジャックしたのだった。犯人は拳銃や手投げ弾などで武装しており、乗客の中からアメリカ人とクウェート人を分けて前部客室に連行した。
午前5時半、221便はイランのテヘラン郊外メヘラーバード国際空港に燃料切れの名目で緊急着陸した。

## 乗客殺害
犯人はアメリカ人を憎悪しており、着陸後、乗客のチャールズ・ヘグナ（当時50歳。本国の国際開発局からパキスタンに派遣された公務員）を殺害した。その後、別のアメリカ人男性を激しく殴打した。クウェートのアマチュア無線家がこの時の悲鳴を傍受した。
さらにクウェート人の乗客の親指を切り落とした。この指は後にクウェートのアメリカ大使館の瓦礫の中から見つかり、事件の解明に役立ったという。
犯人は管制官との交渉にはアラビア語を使ったがあまり流暢ではなく、通訳を必要とした。ハイジャックの目的は獄中の同志の奪還であり、前年の12月にクウェートのアメリカとフランスの大使館を爆破したテロリスト17人の釈放を要求したが、クウェート政府はただちにこれを拒否した。
犯人は午後6時過ぎまでに女性5人と子供12人を解放した。その後も断続的に何人かの乗客が解放されたが、この日、犯人は2人のアメリカ人と2人のクウェート人を射殺し、もう1人のアメリカ人を殺害する用意があると伝えた。
4日夕刻までイラン当局と犯人の交渉が続けられたが、進展はなかった。5日になっても事態は進展しなかったが、人質の解放は進み、機内には100人程度が残された。
深夜になってメヘラバード空港とクウェート空港を結ぶホットラインが設置され、犯人はクウェートのナワフ内相と直接交渉を始めた。犯人は管制官に離陸すると伝え、イラン治安部隊は滑走路を閉鎖したが、犯人は何の行動も起こさなかった。

## 交渉の難航
ハイジャック発生から3日目の6日朝、現地に到着したクウェート政府高官と犯人の間で短時間の直接交渉が行なわれたが、不調に終わった。
機長からは「犯人が人質の処刑を決定した」と通告があった。その直後に銃声が聞こえた。犯人がアメリカ人乗客で国際開発局のウイリアム・スタンフォード（当時52歳）を殺害した、とのことだった。
犯人は彼を前部ハッチの梯子の上に立たせ、命乞いを命じた。居合わせたイランの警備員が彼の腕を抱え、犯人に命を奪わないよう懇願した。しばらく言い争いが続いた後、スタンフォードは逃げ出そうとし、怒った犯人が至近距離から拳銃を6発発射した。スタンフォードは転落して死亡した。
続いて9時ごろ、犯人が死刑を宣告したパキスタン人が殺されそうになったが、彼はハッチから飛び降り、銃弾の中を走ってターミナルに逃げ込んだ。
その後、何発かの発砲音が聞かれ、乗客が1人殺されたようだった。機長は管制官に「犯人は興奮している。機内は危機的状況だ。けが人と心臓発作の患者がいる。医師を送って欲しい」と告げた。機長の求めに応じて、犯人は医者と清掃員の搭乗を許可した。
すでに100人ほどの人質が解放されていたが、これらの人々は民間人で、女性と子供が多く、残された60人は男性、特に軍と政府関係者であった。
犯人は要求が通らなければ人質を順次殺すと脅し、イランに友好的なシリアやアルジェリアの努力にもかかわらず、4日目の7日になっても事態は進展せず、クウェート政府はイラン当局がわざと解決を遅らせているのではないかとの不信さえあった。
イラン政府は6日、駐クウェート代理大使を通じて「人質解放に全力を挙げている」旨の親書をクウェート政府に届けた。サウジアラビアなどアラブ諸国も尽力していたが、頼みの綱はシリアとアルジェリアだけであった。
7日午前、犯人は犯行声明をクウェート放送を含むテレビ、ラジオを通じて発表すればさらに人質を解放すると伝え、午後9時前、8人の乗客を解放した。8日朝、犯人の要求で朝食が運ばれ、清掃員が清掃のため機内に入ったが、交渉は依然として進展しなかった。
乗っ取りから100時間を超え、犯人のリーダーは威張ってタバコを吸い、他の3人が人質の見張りをしていた。乗客たちは死の恐怖と疲労でぐったりしていた。
8日夜、乗客39人が解放され、残る乗客乗員は13，4人となった。

## イラン革命防衛隊の突入
事件発生から5日目の9日午後2時過ぎ、空港当局は非常事態を宣言し、221便の周辺から消防車、救急車を退避させた。
午後4時半、犯人は「今後、食物と水の供給は受けない。クウェート政府は誠意を示さないので機体を爆破する。これは最後通告だ」と告げた。クウェート人乗客は「犯人が爆薬に導火線を取り付けた」と管制官に伝えた。
犯人はクウェート、イラン政府に代替機を用意するよう求めた。操縦室の窓ふたつが銃弾で壊れていたのである。しかし、両政府とも無視した。
午後9時、犯人は乗客7人を解放し、「以後は何があっても解放しない犯罪者だ」と通告した。一方、この日の午後、イラン政府は駐イランのアラブ諸国大使を空港に招き、人質救出のため強硬手段を採る旨を伝えた。
9日午後11時40分過ぎ、犯人から医者と清掃員を送るよう要求があった。清掃には掃除機を使うため地上電源車が必要だった。突入隊は電源車の陰に潜んで221便に接近した。
午後11時45分、革命防衛隊のメンバー3人が清掃員に変装して機内に入り、医者が来たことを犯人に告げた。この時、電源車の陰にいた隊員がタラップを駆け上がって機内に発煙筒を投げ込んだ。銃撃戦になったが、すぐに終わった。犯人は手を挙げて降伏し、隊員に殴られたのか顔が腫れていた。
人質の機長、アメリカ人2人、アラブ人4人は座席に縛り付けられ、周囲には爆薬がびっしり置かれていた。爆発物処理班が機内に入り、処理した。爆発まであと15分しかなかったという。
殺害された人数は多数に上るとみられていたが、実際はヘグナとスタンフォードの2人だけであった。140時間にも及んだハイジャック劇は幕を閉じた。

## 事件後の反応
クウェート政府は事件発生直後から閣僚クラスの危機管理本部を設置し、24時間態勢で犯人側との交渉に当たった。
イラン・イラク戦争でクウェートはペルシャ湾内の戦略拠点の三島をイラクに貸与しており、これがイランを刺激して両国関係は冷え切っていた。にもかかわらず、犯人に着陸を許可したことで、イラン政府が事件に関与しているのではないかとの憶測を呼んだ。
イランと犯人が共謀した証拠はないが、アメリカのロナルド・レーガン大統領はホワイトハウスでの会見で「イランは積極的に支援する態度を示していない。イスラエルがエンテベで行なった救出作戦のようにアメリカが強硬策を採ることも可能だが、人質と救出部隊双方に甚大な被害をもたらし、テロリストによる報復を招く懸念がある。現在私としては人質を救うために出来る事はなく、犯人の慈悲を待つばかりだ」と述べた。
しかし、イランのアリー・ハーメネイー大統領は「解決が遅れたのはクウェート政府が協力せず、必要な措置を一切とらなかったからだ」と反論した。ミルサリム大統領顧問も「イランは軍事的解決を検討したが、クウェート政府は拒否した。今となっては多数の犠牲者が出るかもしれないと思った」と述べている。